# Will Haven
Will Haven é uma banda americana de metalcore, formada no ano de 1995 na cidade de Sacramento no Estado da Califórnia.

## História
No verão de 1997 chegou às lojas o primeiro CD da banda, chamado El Diablo. Após o lançamento a banda tocou em diversas cidades americanas e européias. Durante os shows eles tocaram com bandas como: Deftones, Tura Satana, Far, Slipknot e Limp Bizkit. Fora dos EUA, a banda fez sucesso na Europa, principalmente na Inglaterra.
Após um ano fazendo turnês foi lançado, no verão de 1999, o segundo CD: WHVN, eleito em 2021 pela revista Metal Hammer como um dos 20 melhores álbuns de metal de 1999. Após receber boas críticas de revistas famosas como a Kerrang! e a Alternative Press, a banda inicia novamente uma série de shows nos Estados Unidos e na Europa com as bandas: Soulfly, Slipknot, Fear Factory, dentre outras.
Retornando aos Estados Unidos, o baterista decidiu sair da banda. Wayne Morse, o ex-baterista, foi então substituído por Mitch Wheeler. Logo após a entrada no novo membro da banda, é lançado, em 2001, o terceiro CD da banda, nomeado Carpe Diem.  Pouco tempo depois a banda lança o clipe da música Carpe Diem, em parceria com a produtora Trainwreck Productions. No videoclipe há a participação do cantor e amigo Chino Moreno, da banda Deftones. Além do cantor, há a presença do antigo baterista (Wayne Morse) e alguns outros membros de outras bandas, como Far e Red Tape.
Após alguns shows nos EUA e na Inglaterra, a banda decidiu encerrar as atividas, principalmente em virtude da saída do cantor Grady Avenell, que deixou a banda por motivos de trabalho, estudo e também pela família. O último show aconteceu em 2002 no The Capitol Garage, em Sacramento. Um ano depois foi lançado um DVD da banda, chamado Foreign Films. Nesse DVD foi filmado o último show da banda, assim como uma filmagem especial, mostrando o dia-a-dia da banda durante suas turnês, além de uma canção inédita, que não estava, até então, em nenhum CD: Sammy. 
Com o fim da banda outras bandas, contendo os membros de Will Haven, surgiram: Ghostride, The Abominable Iron Sloth e Death Valley High.
No final de 2005, a banda voltou a ativa e com a mesma formação de 2002, no entanto com mais um guitarrista (Cayle Hunter). Após o retorno a banda tocou no Estados Unidos e em Março de 2006 na Grã Bretanha. Pouco tempo depois o guitarrista Cayle Hunter saiu da banda para focar em um novo projeto: Armed For Apocalypse. No começo de 2007 a banda anunciou que Grady sairia da banda por motivos de trabalho, sendo substituído então por Jeff Jaworski. Após o anúncio a banda entrou,  juntamente com Deftones, em uma tourne pela Europa, incluindo países como Alemanha e Inglaterra. Após estarem cientes da saída do vocalista, alguns organizadores cancelaram shows no Reino Unido. Ainda em 2007, no mês de Julho, o CD Hierophant foi lançado. A gravadora é agora a Bieler Bros Records, e o produtor é Shaun Lopez que produziu CDs de bandas como: Nonpoint, Skindred, SikTh, etc. Chino Moreno, o vocalista da banda Deftones, participou como convidado da produção do CD.

## Integrantes

### Formação atual
- Jeff Jaworski - vocal
- Jeff Irwin - guitarra
- Lance Jackman - guitarra
- Chris Fehn - baixo
- Mitch Wheeler - bateria

### Ex-membros
- Grady Avenell – vocal (1995-2006)
- Cayle Hunter – guitarra (2005-2006)
- Wayne Morse – bateria (1995-2000)
- Dave Hulse – bateria (2000-2001)
- Chris Robeyn – bateria (2000)

## Discografia
- 1995: CD Demo
- 1996: Will Haven (EP)
- 1997: El Diablo
- 1999: WHVN
- 2001: Carpe Diem
- 2003: Foreign Films (DVD)
- 2004: Will Haven (EP-Remasterizado)
- 2007: Hierophant

### Outras participações
- 1995: Far (Grady canta na música 9 Miles)
- 1995: Far - CD The Bands That Stole Christmas (Grady participa na música Do They Know It's Christmas? juntamente com o cantor Chino Moreno)
- 2000: Soulfly - CD Primitive (Grady canta juntamente com Chino Moreno e Max Cavalera na música Pain)